# Giampaolo Nuvoli
Giovanni Paolo Nuvoli detto Giampaolo (Ardara, 5 marzo 1952 – Sassari, 13 gennaio 2011) è stato un giornalista e politico italiano.
Laureatosi in giurisprudenza, è stato eletto la prima volta come deputato per il Polo delle Libertà nella XII Legislatura; è stato rieletto deputato per Forza Italia nella XIV Legislatura. Sul finire del 2004 ha lasciato il gruppo per aderire all'UDEUR; nel marzo 2008, dopo le vicende processuali che hanno investito gran parte dei vertici dell'UDEUR è rientrato nel Popolo della Libertà non senza suscitare aspre polemiche.
È stato è Direttore Generale del Ministero di Grazia e Giustizia Sezione Diritti Umani in materia civile e penale, di responsabilità civile sui magistrati e delle procedure relative all'osservanza di obblighi internazionali in materia di diritti umani. Questa nomina, avvenuta all'inizio del 2007 ad opera dell'allora guardasigilli Clemente Mastella, scatenò una valanga di critiche; tuttavia nell'estate del 2008 è stato riconfermato nell'incarico dall'attuale Ministro della Giustizia Angelino Alfano.
Giampaolo Nuvoli ha fatto parlare di sé anche come sindaco della sua piccola Ardara (meno di 900 abitanti) con proposte originali e curiose: p.e. il taglio dei gettoni presenza in consiglio comunale per aiutare la squadra di calcio del paese e la proposta di installare degli autovelox fissi (con intervalli di cinque chilometri) con limite di velocità di 80 chilometri orari lungo il percorso della trafficatissima Sassari-Olbia, proposta che ha creato un vespaio di polemiche.
È scomparso nel 2011 all'età di 58 anni dopo una lunga malattia